# Sasha Vujačić
Aleksandar "Sasha" Vujačić és un jugador de bàsquet eslovè, el qual ha guanyat dos anells de l'NBA. Va nàixer el 8 de març de 1984 a Maribor, Eslovènia. Mesura 2,01 metres, i juga de base i escorta. El seu pare és l'entrenador de bàsquet de Sèrbia Vaso Vujacic.